# 砲台公園

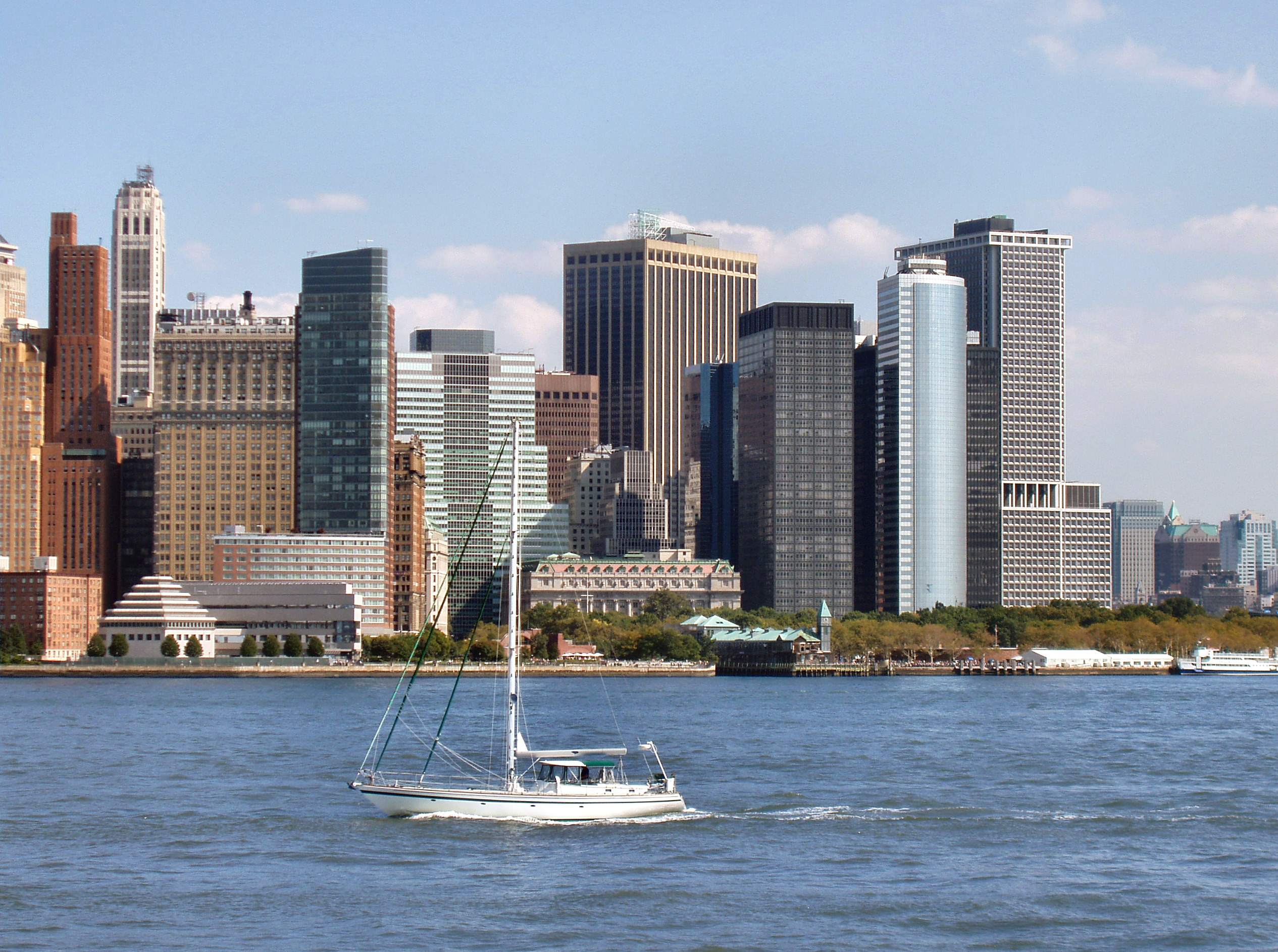
位於曼哈頓南端的砲臺公园。

砲臺公园（英語：Battery Park）位于美国紐約市曼哈顿的最南端，詹姆斯·沃森之家对面，面積約21英亩。公園名稱來自於17世紀時架設於曼哈頓島南端的砲台。
公园建造于19世纪，由填海而成，成为了曼哈顿岛上密集的建筑群中的一块绿地，布魯克林-砲台公園隧道通過該園下方。在园內可以看到纽约港和新泽西州，往南可以眺望自由女神像。